# John J. Casey

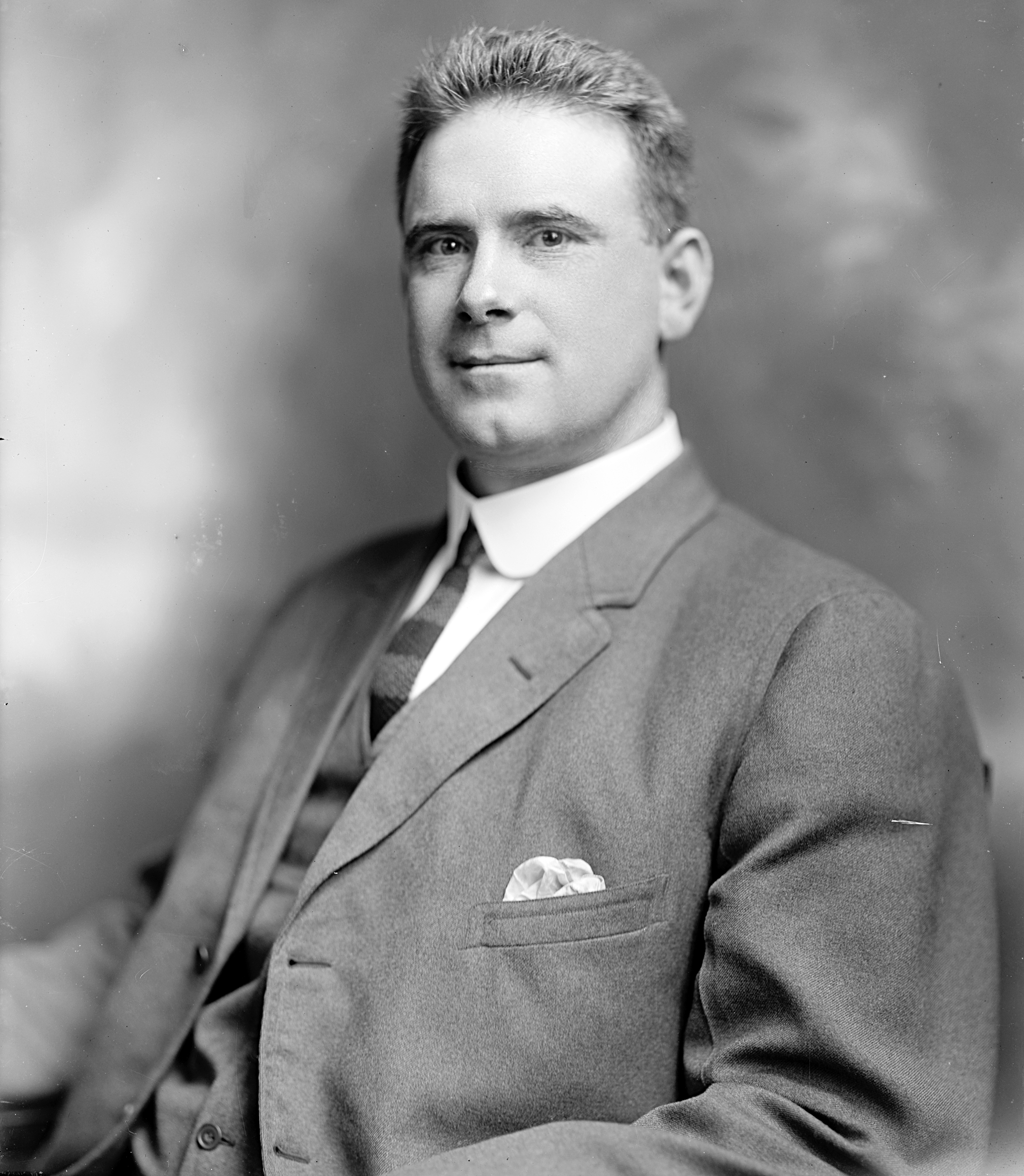
John J. Casey

John Joseph Casey (* 26. Mai 1875 in Wilkes-Barre, Pennsylvania; † 5. Mai 1929 in Balboa, Panamakanalzone) war ein US-amerikanischer Politiker. Zwischen 1913 und 1929 vertrat er vier Mal den Bundesstaat Pennsylvania im US-Repräsentantenhaus.

## Werdegang
John Casey besuchte die öffentlichen Schulen seiner Heimat und die St. Mary’s Parochial School. In seiner Jugend arbeitete er bereits im Bergbau. Später machte er sich in der regionalen Arbeiterbewegung einen Namen, indem er sich an der Gründung von Gewerkschaften beteiligte. Er setzte sich für die Minenarbeiter ein und wurde zunächst Mitglied der Labor Party. Zwischen 1907 und 1909 saß er als Abgeordneter im Repräsentantenhaus von Pennsylvania. Dann wechselte er zur Demokratischen Partei.
Bei den Kongresswahlen des Jahres 1912 wurde Casey als Demokrat im elften Wahlbezirk von Pennsylvania in das US-Repräsentantenhaus in Washington, D.C. gewählt, wo er am 4. März 1913 die Nachfolge des Republikaners Charles Calvin Bowman antrat. Nach einer Wiederwahl konnte er bis zum 3. März 1917 zwei Legislaturperioden im Kongress absolvieren. Im Jahr 1913 wurden der 16. und der 17. Verfassungszusatz ratifiziert. 1916 verlor Casey gegen Thomas W. Templeton.
1918 war er Mitglied des Beraterstabs des Bundesarbeitsministeriums. Im selben Jahr wurde er erneut im elften Distrikt seines Staates in den Kongress gewählt, wo er am 4. März 1919 Templeton wieder ablöste. Da er im Jahr 1920 nicht bestätigt wurde, konnte er bis zum 3. März 1921 nur eine weitere Amtszeit im US-Repräsentantenhaus verbringen. Während dieser Zeit wurden der 18. und der 19. Verfassungszusatz ratifiziert.
Bei den Wahlen des Jahres 1922 wurde Casey im zwölften Bezirk Pennsylvanias in den Kongress gewählt, wo er 4. März 1923 die Nachfolge von John Reber antrat. Im Jahr 1924 unterlag er Edmund Nelson Carpenter. Damit konnte er bis zum 3. März 1925 wieder nur eine Legislaturperiode im Parlament in Washington verbringen. Danach war er für die Gewerkschaft der Installateure und Klempner tätig. 1926 wurde er erneut im zwölften Distrikt von Pennsylvania in den Kongress gewählt, wo er am 3. März 1927 Carpenter wieder ablöste. Nach einer Wiederwahl konnte er sein Mandat bis zu seinem Tod ausüben. Er starb am 5. Mai 1929 während eines gesundheitlich bedingten Urlaubs in der Panamakanalzone an einem Schlaganfall. John Casey war verheiratet und hatte elf Kinder.